# María Del Rosario Acosta
María Del Rosario Acosta   es una filósofa colombiana, que aborda temas como la estética, la política y la corporalidad en el marco del conflicto armado colombiano, planteando un enfoque denominado las gramáticas de la escucha. Actualmente es profesora de la Universidad de California en Riverside de  Estados Unidos.

## Trayectoria
Estudio su pregrado en filosofía en la universidad de los Andes, seguidamente desarrollo sus estudios de maestría y doctorado en filosofía en la Universidad Nacional de Colombia. Durante el período de 2007 al 2014 fue profesora en el departamento de filosofía de la Universidad de los Andes  y  de la Universidad de Depaul en Chicago  entre los años 2015-2019. Es profesora del departamento de Estudios hispanos de Universidad de California, Riverside y hace parte de la Red Colombiana de mujeres filósofas. Además, ha apoyado procesos de construcción de memoria histórica desde su perspectiva filosófica con el Centro Nacional de Memoria Histórica y  con sobrevivientes de tortura policial en Chicago. Ha sido columnista del portal la Silla Vacía.

## Obra
- Friedrich Schiller. Estética y libertad (2008). Editorial Universidad Nacional. ISBN 978-958-719-134-9[8]
- La tragedia como conjuro. El problema de lo sublime en Friedrich Schiller (2008).Editorial Universidad Nacional. ISBN 978-958-719-109-7[9]
- Resistencias al Olvido. Memoria y arte en Colombia (2016).Ediciones Uniandes. ISBN 9789587742015[10]